# فرودگاه ماتسویاما
فرودگاه ماتسویاما (به انگلیسی: Matsuyama Airport) (به زبان بومی: 松山空港) یک فرودگاه همگانی با کد یاتا MYJ است که یک باند فرود آسفالت بتن دارد و طول باند آن ۲۵۰۰ متر است. این فرودگاه در شهر ماتسویاما، اهیمه کشور ژاپن قرار دارد .

## شرکت‌های هواپیمایی و مقصدهای پروازی
| شرکت‌های هواپیمایی                           | مقصدهای پروازی           |
| ------------------------------------------- | ------------------------ |
| ایر نیوزیلند                                | چارتر: اوکلند، کرایست‌چرچ |
| آل نیپون ایرویز                             | ناها، اوساکا، هانه‌دا     |
| All Nippon Airways اجرا توسط ANA Wings      | چوبو سنترایر، اوساکا     |
| چاینا ایرلاینز                              | چارتر: سونگشان تایپه     |
| هواپیمایی شرقی چین                          | شانگهای پودنگ            |
| خطوط هوایی ژاپن                             | هانه‌دا                   |
| Japan Airlines اجرا توسط Japan Air Commuter | فوکوئوکا، کاگوشیما       |
| Japan Airlines اجرا توسط جی-ایر             | اوساکا                   |
| Jetstar Japan                               | ناریتا                   |
| Peach                                       | کانزای                   |